# 블라시우스관박쥐
블라시우스관박쥐(학명: Rhinolophus blasii)는 관박쥐과에 속하는 박쥐의 일종이다. 지중해와 중동, 북아프리카에서 주로 발견된다. 중간 크기의 관박쥐류로 몸길이는 46.5~56mm, 몸무게는 12~15g이다.

## 특징
보통 크기의 박쥐로 몸통 길이는 46.5~54mm이고 전완장은 43~50mm, 꼬리 길이는 19~35mm이다. 발 길이는 8~11mm, 귀 길이는 15.8~22mm이고 몸무게는 최대 15g이다. 등 쪽 털은 회색빛 황갈색부터 회갈색까지 다양하지만 라일락색 색조를 띠기도 하지만 배 쪽은 상당히 밝다. 귀는 비교적 짧고 회갈색을 띤다.

## 생태
여름에는 분포 지역 남단에서 석회암 동굴과 인공적인 구멍 속에서 은신을 하지만 더 북쪽 지역에서는 큰 건물의 지붕 아래에서 주로 따뜻한 환경에서 수십에서 수천 마리씩 무리를 지어 생활한다. 최대 300마리까지 암컷으로 이루어진 보육 집단이 관찰된다. 좀더 추운 기간에는 지하에서 겨울잠을 잔다. 정주성 박쥐이다.
먹이는 곤충 특히 나비와 딱정벌레를 비행하여 포식한다. 암컷은 6월과 7월 사이, 지역에 따라서는 8월에 한 번에 한 마리의 새끼를 낳는다. 가을과 겨울 사이에 주로 짝짓기를 하고, 겨울잠을 자는 동안에는 배아 발달이 지연된다. 새끼는 생후 약 한 달이 지나고 독립하며 한 달 후에 젖을 뗀다.

## 아종
4종의 아종이 알려져 있다.
- R. b. blasii - 모로코 동부와 알제리 북부, 튀니지, 오스트리아, 보스니아 헤르체고비나, 크로아티아, 몬테네그로, 세르비아, 그리스, 크레타섬, 키프로스, 불가리아, 아나톨리아 해안 서부와 남부, 시리아 서부, 레바논, 이스라엘, 요르단, 예멘 서부, 오만 북동부
- R. b. andreinii (Senna, 1905) - 에티오피아 중동부, 소말리아 북부
- R. b. empusa (Andersen, 1904) - 탄자니아 남서부, 말라위, 잠비아 중남부, 모잠비크 중서부, 짐바브웨 동부, 스와질랜드, 남아프리카공화국 북동부
- R. b. meyeroehmi (Felten, 1977) - 아르메니아, 아제르바이잔, 조지아, 이란, 투르크메니스탄, 아프가니스탄, 파키스탄 북동부